# Bertilo Wennergren
Bertilo Wennergren es un conocido esperantista, y músico sueco. Nació el 4 de octubre de 1956 y es miembro de la Academia de Esperanto desde el año 2001, ocupando el cargo de Director de la Sección sobre el Diccionario General. 
Wennergren es el autor del Plena Manlibro de Esperanta Gramatiko (Manual completo de gramática en Esperanto). También es autor de un libro de aprendizaje para hablantes suecos. Habla esperanto desde 1980 y es miembro de la Academia de Esperanto desde 2001 . Fue durante mucho tiempo Director del Departamento de Diccionario General de la Academia; luego dirigió la sección de gramática hasta 2015.
Bertilo es miembro de la banda de rock Persone; y, durante el 2006 fue elegido como el esperantista del año, reconocimiento que imparte la gaceta La Ondo de Esperanto.